# Jacques de Flesselles

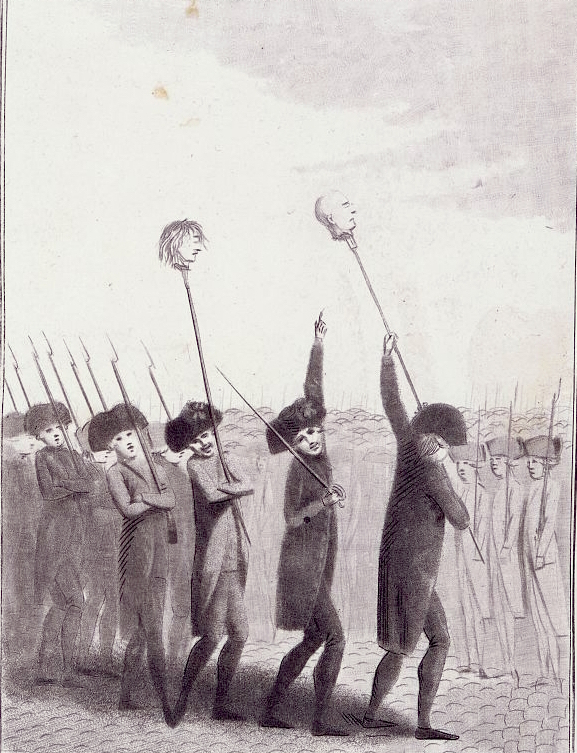
Soldados franceses cargan las cabezas de Bernard-René Jordan de Launay y Jacques de Flesselles

Jacques de Flesselles, nacido en París el 11 de noviembre de 1730 y asesinado el 14 de julio de 1789 durante la toma de la Bastilla, fue el último preboste de los mercaderes de París. El día siguiente a su fallecimiento, fue elegido democráticamente el primer Alcalde de París, Jean Sylvain Bailly.

## Vida
Entre otros cargos, ocupó las Intendencias de Moulins, Rennes, y Lyon, esta última entre los años 1768 y 1784. Sin embargo, destacó su cargo de preboste de los mercaderes de París, para el que es elegido como sucesor de Louis le Peletier, comenzando su andadura el 21 de abril de 1789.
El 27 de mayo, los electores de tres órdenes de la villa le solicitaron colaborar en el ayuntamiento, participando en la gestión de la ciudad, petición que fue denegada por el preboste por considerarla ilegal. Esta resolución se vería apoyada por el ministro Jacques Necker. Sin embargo, el 25 de junio esta demanda es renovada, y la presión pública hizo que Flesselles autorizara la participación de doce de estos electores.
Durante la primera sesión de esta asamblea general, celebrada el 13 de julio, Jacques de Flesselles fue elegido presidente. Se vio obligado a aprobar la creación de una guardia popular, anunciando la futura llegada de 12 000 mosquetes Charleville para equipar a la tropa. Sin embargo, los mosquetes nunca llegarían.
El 14 de julio, día de la toma de la Bastilla, un comité de insurrección reunido en el Palacio Real tomará el control de la ciudad. Ese mismo día, Jacques de Flesselles es asesinado de un disparo. Fue decapitado, y su cabeza se clavó en una pica, siendo exhibida por las calles de París junto a la del también decapitado marqués de Launay.
De esta manera, quedaría definitivamente suprimido el cargo de preboste de los mercaderes de París, con más de cuatrocientos años de historia, siendo sustituido por el democrático cargo de alcalde de París.
| Predecesor: Louis le Peletier | Preboste de los mercaderes de París 21 de abril–14 de julio de 1789 | Sucesor: Jean Sylvain Bailly (primer alcalde de París) |

- Datos: Q1251239
- Multimedia: Jacques de Flesselles / Q1251239